# Tar (Tar-Vabriga)
Tar (olaszul: Torre) falu Horvátországban Isztria megyében. Közigazgatásilag Tar-Vabriga községhez tartozik.

## Fekvése
Az Isztriai-félsziget nyugati részén Porečtől 8 km-re északra, a Mirna torkolatából délre fekszik.

## Története
Területe már a római korban lakott volt, amikor számos villa állt ezen a vidéken. Tar első írásos említése 983-ban történt "Turris" néven Ottó császárnak a poreči püspök részéré kiállított adománylevelében, amely egy a hűbérbirtok központjában emelt toronyról is szól. Ez a torony a Stari Tar (magyarul régi Tar, olaszul Torre Vecchia) nevű faluban állt, míg a mai Tart a 12. századtól Novi Tar (magyarul új Tar, olaszul Torre Nuova vagy Villa) néven említik. A régi Tar valószínűleg a 14. században kitört malária vagy pestisjárvány következtében pusztult el és ettől kezdve mivel nem volt szükség további megkülönböztetésre Novi Tart már egyszerűen csak Tarként hívták. 1508-ig a pazini grófok uralma alá tartozott, majd a novigradi közösség részeként a Velencei Köztársaság fennhatósága alá került. A háborúk és járványok következtében lakossága nagyrészt kipusztult és a velencei hatóságok a 16. század második felétől a török terjeszkedés elől menekülő dalmáciai földművesekkel telepítették be. Az első betelepülők 1576-ban Biograd környékéről érkeztek. Az újonnan érkezetteknek a környék addig meg nem művelt területekből is osztottak földet, így alakultak ki a környező kisebb falvak. Az új lakosság betelepülése a mezőgazdaság szerkezetének a megváltozását is eredményezte, az állattartás jelentősége egyenrangú lett az addig domináns földműveléssel. 1622 után a telepesek újabb hulláma érkezett Dalmácia, Montenegró, Bosznia, Albánia, Friuli, Treviso és a görög Kréta területéről. 1633-ban Tar déli részére Hercegovinából jöttek betelepülők. A 18–19. században az itt megtermelt javak, főként a bor és az olívaolaj kivitelének növekedése a vidék gazdasági fellendülését eredményezte. A 19. század végére azonban a társadalmi osztályok és a nemzetek közötti feszültségek erősödése a vidék gazdaságának visszaesésével járt. 1857-ben 604, 1910-ben 1328 lakosa volt.
Az első világháború után a rapallói szerződés értelmében Isztria az Olasz Királysághoz került. 1943-ban az olasz kapitulációt követően német megszállás alá került, mely 1945-ig tartott. A második világháborúután Jugoszláviához került. 1991-ben, Jugoszlávia felbomlása után a független Horvátország része lett. 2011-ben 1091 lakosa volt. Lakói mezőgazdasággal (szőlő, olajbogyó, gabona), állattartással, halászattal és újabban egyre inkább turizmussal, vendéglátással foglalkoznak.

## Nevezetességei
- Szent Márton tiszteletére szentelt plébániatemploma[2] 1800-ban épült a 14. századi templom helyén. Erre egy a templom kapuja felett elhelyezett, VII. Piusz pápa látogatására készített felirat emlékeztet. Öt oltára van, főoltárán a gyermekét karján tartó Madonna szobra áll. Harangtornya 35 méter magas.
- A Szent Péter tiszteletére szentelt temetőkápolna a falán látható felirat szerint 1451-ben épült. 2012-ben renoválták.
- A Mirna torkolata felé félúton az erdőben egy tari polgár által 1898-ban hálából építtetett Szent Márton kápolna áll. A kápolnát alacsony kőfal keríti. Berendezése egy kőből épített oltár és egy feszület.
- A mai Tar településtől mintegy 1,5 km-re nyugatra a bleki állomásnál régészeti lelőhely található. A ma látható maradványok az ókortól a 15. századig tartó időszakhoz tartoznak. A késő ókorban a villa rustica helyén tornyot építettek, amelyből csak egy téglalap alakú ciszterna maradt fenn. Ekörül a kora középkor folyamán alakult ki a régi Tar település. Az épületegyüttes központi részét a téglalap alakú torony maradványai alkotják. A torony nyugati falához egy téglalap alakú helyiség tartozik, amelynek északi oldalán négyszögletes előcsarnok található. Hasonló tér van a torony északkeleti sarkánál. A torony keleti oldalán egy szakrális, egyhajós épület maradványai vannak, félköríves apszissal.[3]
- A településtől körülbelül 2 km-re nyugatra a Tarska vala felett fekszenek a Szent Kereszt tiszteletére szentelt templom maradványai.[4] A templom egyhajós, téglalap alaprajzú épület, melynek mérete körülbelül 6x11 méter. A tető teljesen hiányzik. Az oldalfalak és a hátsó fal teljes magasságban megmaradt, míg a homlokzatot csak töredékesen őrizték meg. A templom szabálytalan sorokban rakott, durván faragott kövekből épült, az építkezéshez ókori köveket is felhasználtak. A szentély magasságában lévő oldalfalakon az ablaknyílások fennmaradtak. A templom belsejében és közvetlen környezetében több kora román dombormű töredékét találták, amelyek a templom liturgikus berendezéséhez tartoztak.

## Lakosság
| Lakosság változása | Lakosság változása | Lakosság változása | Lakosság változása | Lakosság változása | Lakosság változása | Lakosság változása | Lakosság változása | Lakosság változása | Lakosság változása | Lakosság változása | Lakosság változása | Lakosság változása | Lakosság változása | Lakosság változása | Lakosság változása |
| ------------------ | ------------------ | ------------------ | ------------------ | ------------------ | ------------------ | ------------------ | ------------------ | ------------------ | ------------------ | ------------------ | ------------------ | ------------------ | ------------------ | ------------------ | ------------------ |
| 1857               | 1869               | 1880               | 1890               | 1900               | 1910               | 1921               | 1931               | 1948               | 1953               | 1961               | 1971               | 1981               | 1991               | 2001               | 2011               |
| 604                | 666                | 756                | 887                | 1119               | 1328               | 1278               | 1681               | 1159               | 999                | 850                | 748                | 769                | 830                | 886                | 1091               |